# Frederick William MacMonnies
Frederick William MacMonnies (Nueva York, 28 de septiembre de 1863 - Ibidem, 22 de marzo de 1937) fue el escultor estadounidense, uno de los más conocidos de la École des Beaux-Arts, tan exitoso y alabado en Francia como en los Estados Unidos. También fue un pintor y retratista de gran talento.
Tres de las esculturas más conocidas de MacMonnies son Nathan Hale, Bacchante and Infant Faun y Diana.

## Primeros años
MacMonnies nació en Brooklyn Heights, Nueva York en 1863. En 1880 MacMonnies comenzó un aprendizaje con Augustus Saint-Gaudens, y pronto fue ascendido a asistente de estudio, comenzando su amistad de por vida con el aclamado escultor. MacMonnies estudió de noche con la Academia Nacional de Dibujo de Estados Unidos y la Liga de estudiantes de arte de Nueva York. En el estudio de Saint-Gaudens, conoció a Stanford White, que estaba recurriendo a Saint-Gaudens en busca de las esculturas prominentes necesarias para su arquitectura.
En 1884 MacMonnies viajó a París para estudiar escultura en la École des Beaux-Arts, ganando dos veces el premio más alto otorgado a estudiantes extranjeros. En 1888 abrió un estudio en París y comenzó a crear algunas de sus esculturas más famosas, que presentaba anualmente al Salón de París. En su taller, fue mentor de artistas tan notables como Janet Scudder y Mary Foote. Fue enseñado en la Académie Vitti en 1904.

## Comisiones mayores

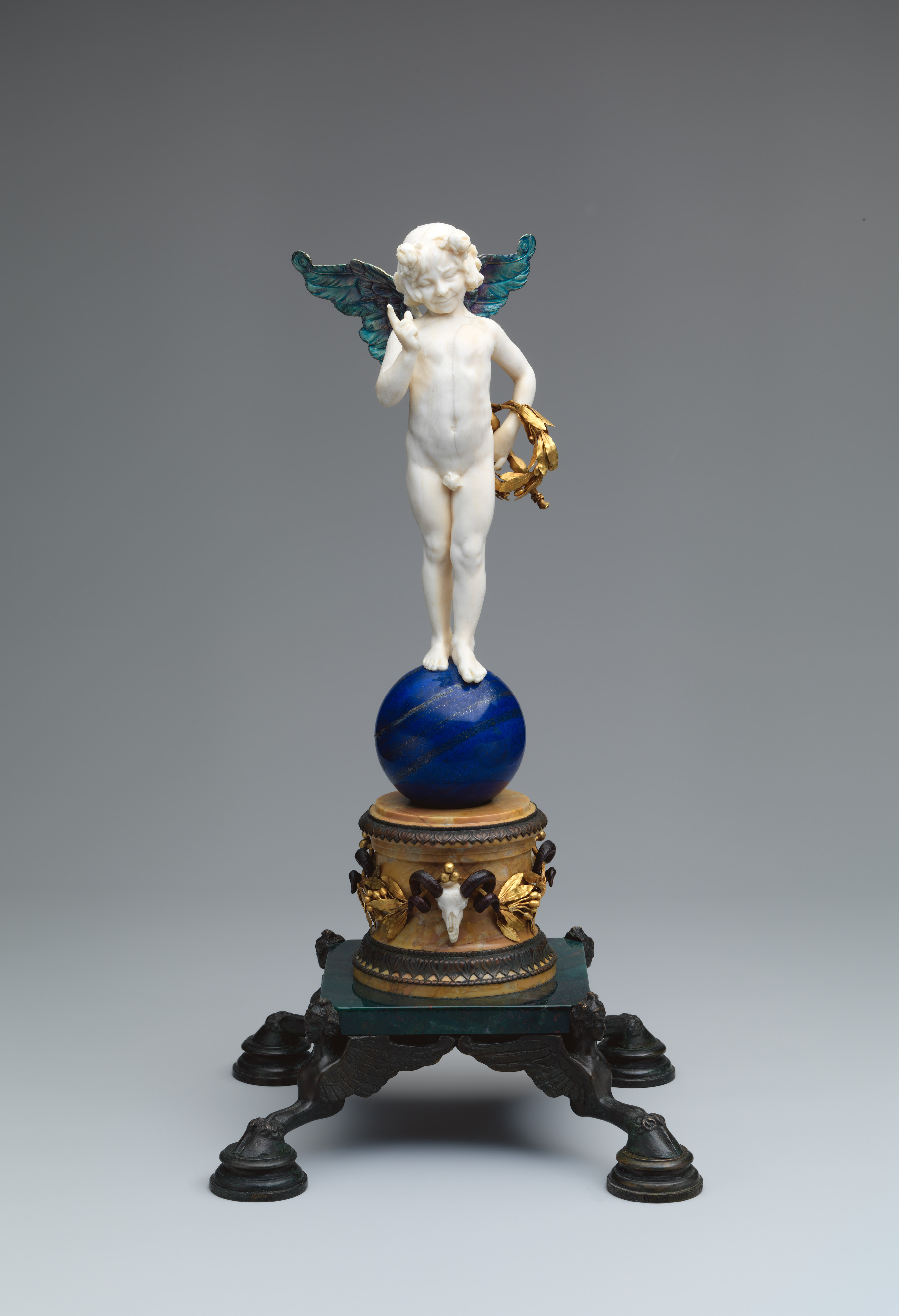
Cupido de MacMonnies en el Museo Metropolitano de Arte, 1898.

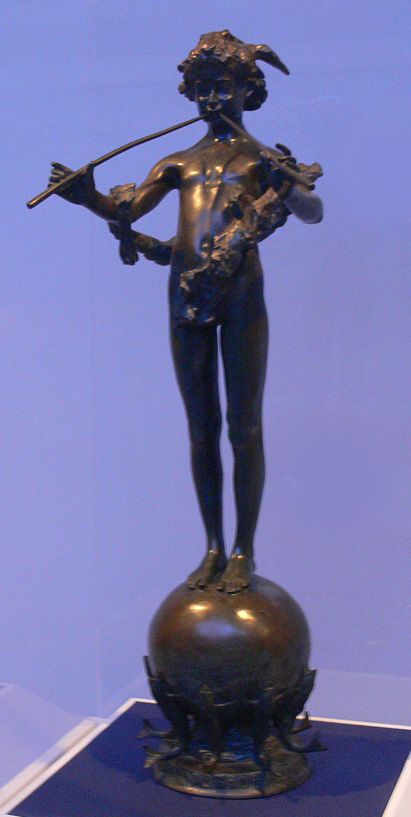
Versiones reducidas de su Pan of Rohallion se convirtieron en parte de las acciones comerciales de MacMonnies.

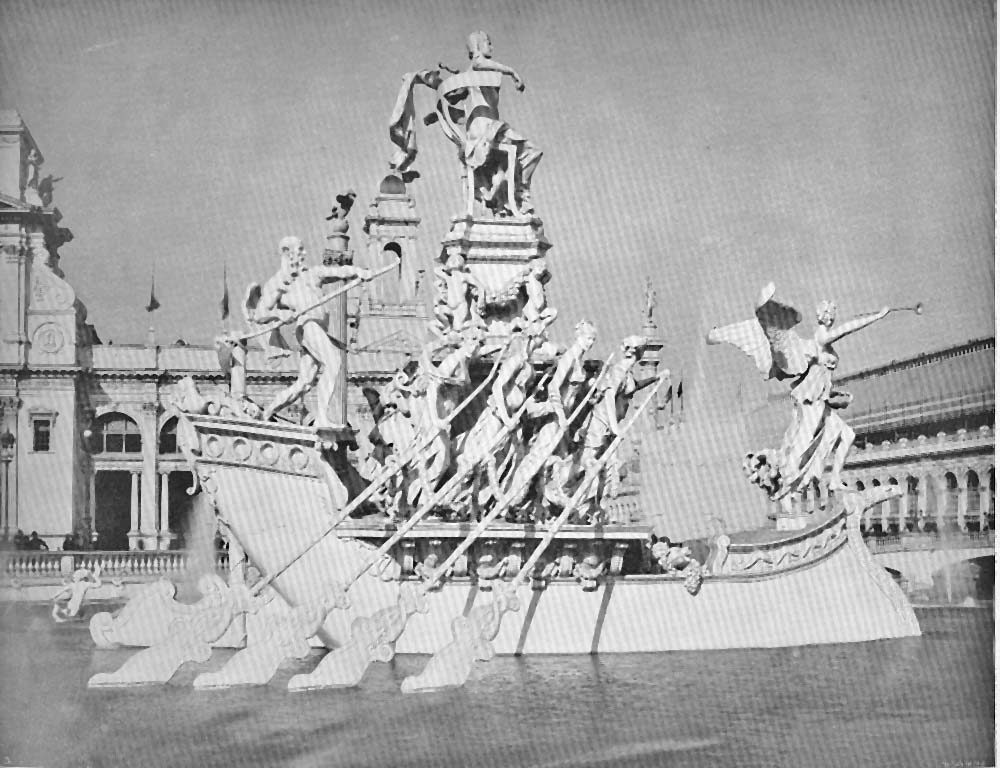
Fuente Colombina, 1893

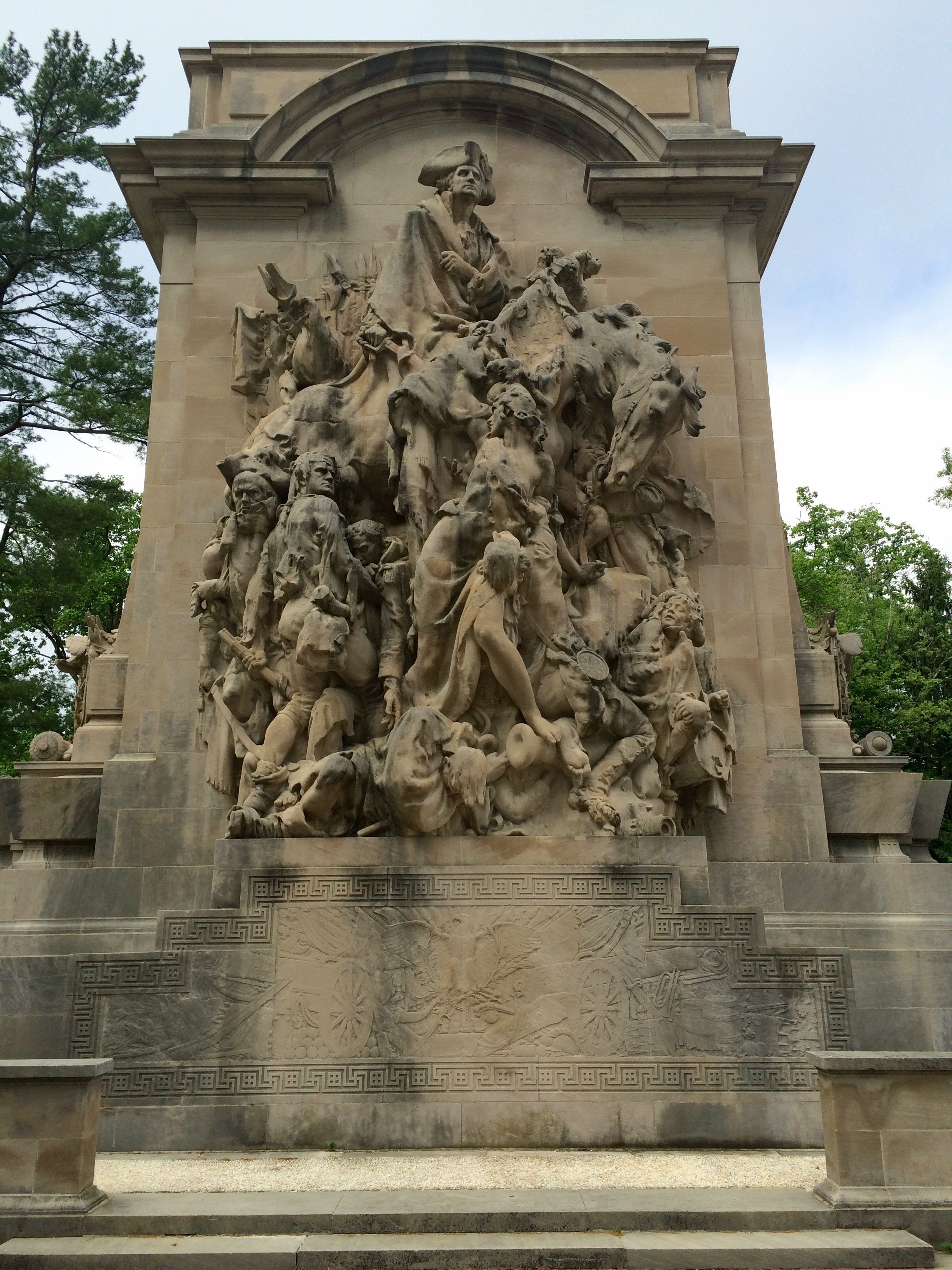
Monumento a la batalla de Princeton, 1922.

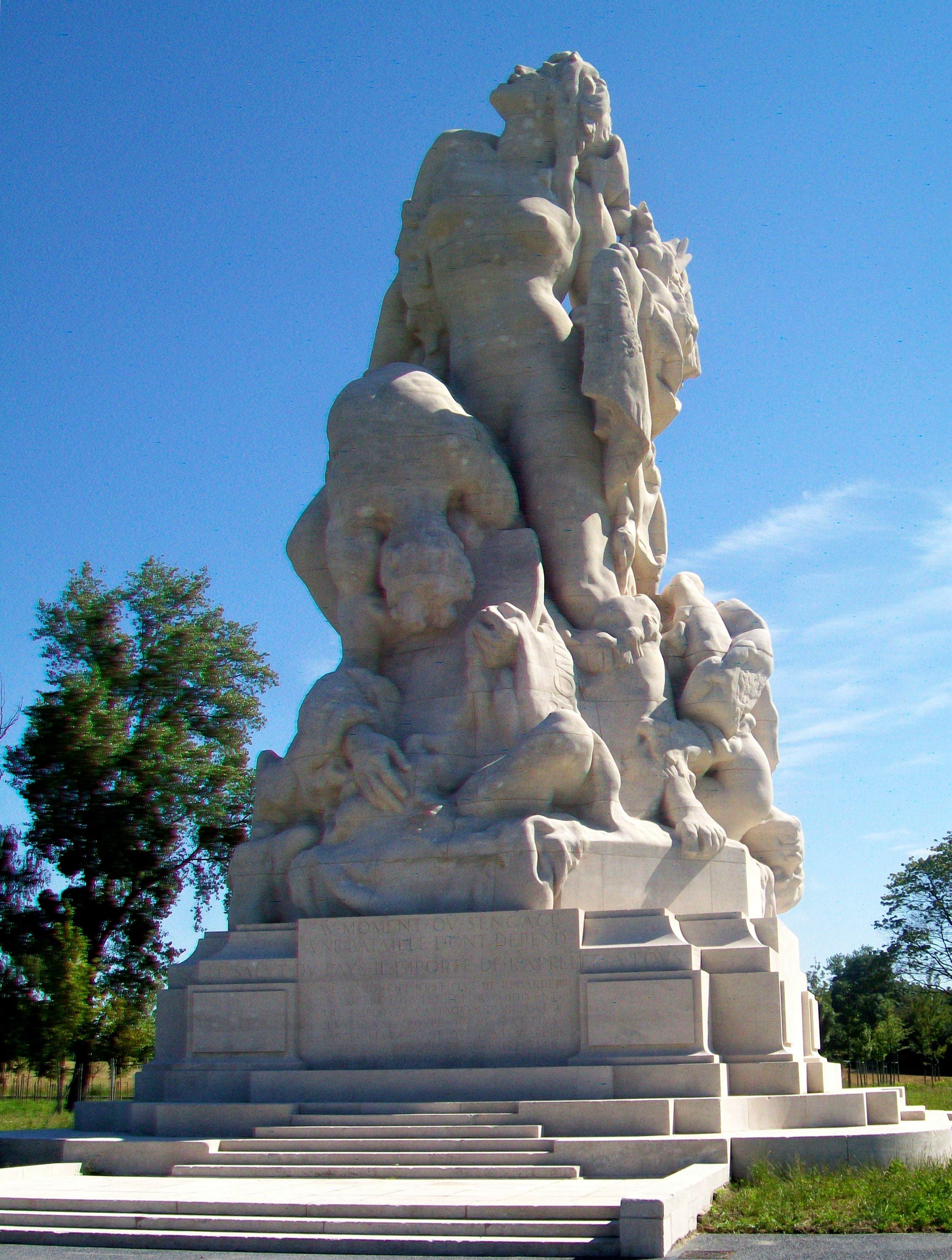
La Libertad Llorosa, Monumento Estadounidense en Meaux, Francia.

En 1888, la intervención de Stanford White le valió a MacMonnies dos importantes encargos de escultura de jardín para estadounidenses influyentes, una escultura decorativa de fuente Pan para Rohallion, la mansión de Nueva Jersey del banquero Edward Adams, quien le abrió un círculo social de neoyorquinos amantes del arte y un trabajo para el embajador Joseph H. Choate, en la Finca Naumkeag, en Stockbridge, Massachussetts.
En 1889, una Mención de Honor en el Salón de París por su obra Diana dio lugar a más y más encargos estadounidenses públicos, incluidos relieves enjutas para el Washington Square Park permanente de Stanford White, Nueva York, y el monumento a Nathan Hale en City Hall Park, dedicado en 1893. Hasta el estallido de la Primera Guerra Mundial, cuando renunció a su gran establecimiento familiar en París, MacMonnies viajaba anualmente a los Estados Unidos para ver a comerciantes y patrocinadores, y regresaba a París para trabajar en sus encargos. Su residencia a largo plazo estaba en Giverny.
En 1891, diseñó la estatua de James ST Stranahan en Brooklyn. Ese mismo año, recibió el encargo de la Fuente Colombina, la pieza central de la Exposición Mundial Colombina de 1893 en Chicago: la escultura de Columbina en su Gran Barcaza del Estado, en la vasta fuente central de la Corte de Honor, fue verdaderamente la figura icónica en el corazón del movimiento estadounidense de Beaux Arts. Esta gran fuente decorativa se convirtió en el punto focal de la Exposición y estableció a MacMonnies como uno de los escultores importantes de la época.
En 1894, Stanford White trajo otra comisión prestigiosa y muy visible, para tres grupos de bronce para el Arco conmemorativo de los soldados y marineros en el Grand Army Plaza de Brooklyn. Los complicados grupos figurativos lo ocuparon durante los siguientes ocho años.
Hacia el cambio de siglo, MacMonnies recibió el encargo de diseñar la estatua ecuestre de Henry Warner Slocum en Brooklyn, que se dedicó en 1905.
Debido a la fama obtenida de la Exposición Mundial de Columbia de 1893, se le encargó la realización de una gran escultura pública en homenaje a los pioneros del Viejo Oeste estadounidense, su único trabajo sobre este tema. MacMonnies comenzó el trabajo en 1906 y el trabajo se dio a conocer en 1911. El monumento presenta una representación de Kit Carson y marca el final de Smoky Hill Trail, una ruta popular hacia el territorio de Colorado tomada por buscadores de oro, ubicada cerca del río Smoky Hill.
Encargado en 1908, su Monumento a la batalla de Princeton, creado en colaboración con los arquitectos Carrère & Hastings, ubicado en Princeton, Nueva Jersey no se completó hasta 1922.

## Carrera media
Al regresar a Nueva York después de 1915, continuó su elegante trabajo con el colosal grupo Civic Virtue, una fuente para el Ayuntamiento de Nueva York (1909-1922). Fue objeto de considerable controversia porque representa a un hombre pisoteando varias figuras femeninas, que representan las sirenas malvadas. Esto resultó en una considerable crítica pública. La estatua se trasladó en 1941 al lejano Queens Borough Hall y posteriormente, en diciembre de 2013, al Cementerio de Green-Wood en Brooklyn.

### El Monumento Estadounidense
A finales de 1917, un grupo de ciudadanos influyentes de la ciudad de Nueva York encargó a MacMonnies que trabajara en una escultura en honor a los que murieron en la Primera batalla del Marne, como regalo al pueblo francés a cambio de la Estatua de la Libertad. Llamada, en francés, La Liberté éplorée ("La libertad llorosa"), la estatua, ubicada en Meaux, Francia, tiene más de siete pisos de altura, con 22 metros (24,1 yd). El arquitecto fue el neoclásico estadounidense Thomas Hastings. Si bien el trabajo en la estatua comenzó en 1924, no se terminó hasta 1932. En el momento de su dedicación, era el monumento de piedra más grande del mundo. En 2011, junto al monumento se inauguró el Musée de la Grande Guerre du pays de Meaux.
El Monumento a la Primera Guerra Mundial en Atlantic City, Nueva Jersey, alberga una 9 pies (2,7 m) versión de bronce de la estatua.

## Carrera tardía
Seleccionado para esculpir el cuarto número de la Sociedad de Medallistas de larga duración en 1931, MacMonnies eligió celebrar el vuelo transatlántico en solitario de Charles Lindbergh de 1927. El poderoso busto de Lindbergh en el anverso, combinado con la dramática representación alegórica del reverso de un águila solitaria luchando por el mar, marcan este número como uno de los más populares de la serie.
Frederick William MacMonnies falleció de neumonía en 1937, a los 73 años.

## Honores
En el Salón de París, recibió la primera medalla de oro otorgada a un escultor estadounidense. Elegido para el rango de Chevalier en la Legión de Honor en 1896, MacMonnies fue galardonado con el gran premio en la Exposición de París de 1900. Fue una década de enorme productividad y satisfacción personal. Una segunda carrera como pintor tuvo un buen comienzo público en 1901, cuando recibió una mención de honor en el Salón de París por la primera pintura en la que participó. Fue seleccionado para la estatua del General de División George B. McClellan en Washington D. C., que se exhibió por primera vez en el Salón de París de 1906. También ganó una medalla de plata en la competencia de arte en los Juegos Olímpicos de Verano de 1932.

## Vida personal
En 1888 MacMonnies se casó con una compañera artista estadounidense, Mary Louise Fairchild, que vivía en París con una beca de estudios de tres años. Cuando se completó la beca, ella y MacMonnies se casaron (la beca había estipulado que se anularía si se casaba durante su término), y continuaron viviendo y trabajando en París, aunque con frecuencia regresaban a Estados Unidos. Compartieron el centro de atención en la Exposición de Chicago de 1893 cuando se le encargó la creación de la majestuosa fuente colombina que fue la pieza central de la feria. Se le pidió a Mary que pintara un mural gigante, Primitive Woman, para la rotonda del Woman's Building. Una obra de revestimiento, Modern Woman, vendría de la pintora Mary Cassatt.
A medida que su fortuna mejoraba, la pareja compró una casa en Giverny, la colonia de artistas establecida por Claude Monet. Tuvieron tres hijos: Berthe (1895), Marjorie (1897) y Ronald (1899). Pero sus vidas divergieron cada vez más, ya que Frederick viajó a su estudio de París para realizar grandes proyectos; también tuvo un romance de larga duración con otro artista estadounidense (Alice Jones, que dio a luz a su hijo). Solicitó el divorcio en 1909 (tuvieron tres hijos, dos de los cuales sobrevivieron a la infancia), después de lo cual se casó con Jones (1910). En sus ausencias, el artista estadounidense expatriado Will Hicok Low, que pasaba los veranos en Giverny, había desarrollado un interés en Mary. En 1909 murió la esposa de Low; Casi al mismo tiempo, MacMonnies solicitó el divorcio de Mary, y Mary y Low se casaron en 1909. Ellos y sus dos hijas (Ronald murió de meningitis en 1901) regresaron a Estados Unidos a principios de 1910, mientras que MacMonnies permaneció en Giverny.
MacMonnies se trasladó permanentemente a Estados Unidos en 1915, impulsado por el estallido de la Primera Guerra Mundial. Vivió en la ciudad de Nueva York hasta su muerte en 1937. Está enterrado en el cementerio Ferncliff, Hartsdale, condado de Westchester, Estado de Nueva York. Su tumba no está marcada.

## Galería

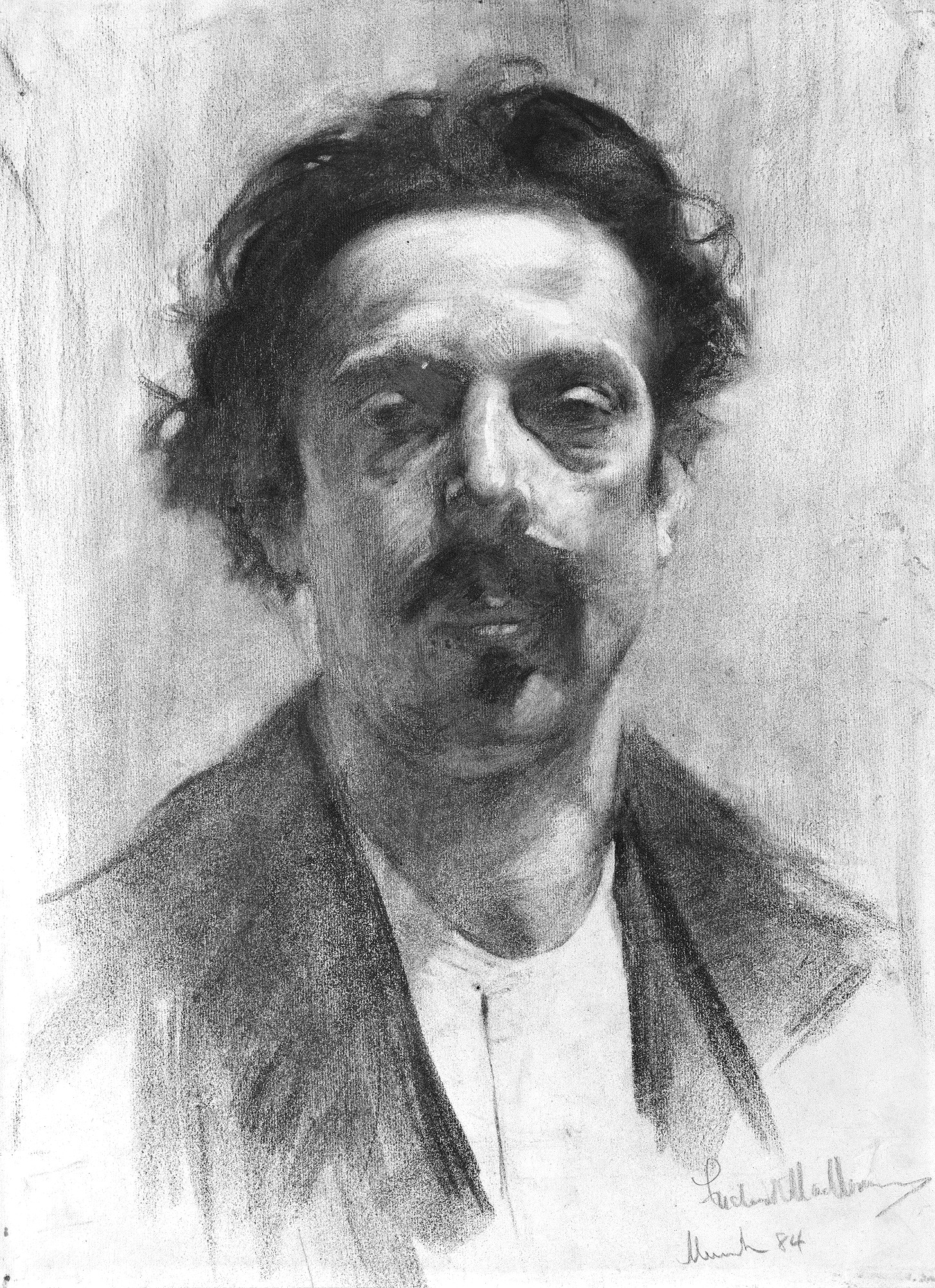
Estudio de la cabeza del hombre en el Museo Metropolitano de Arte, 1884
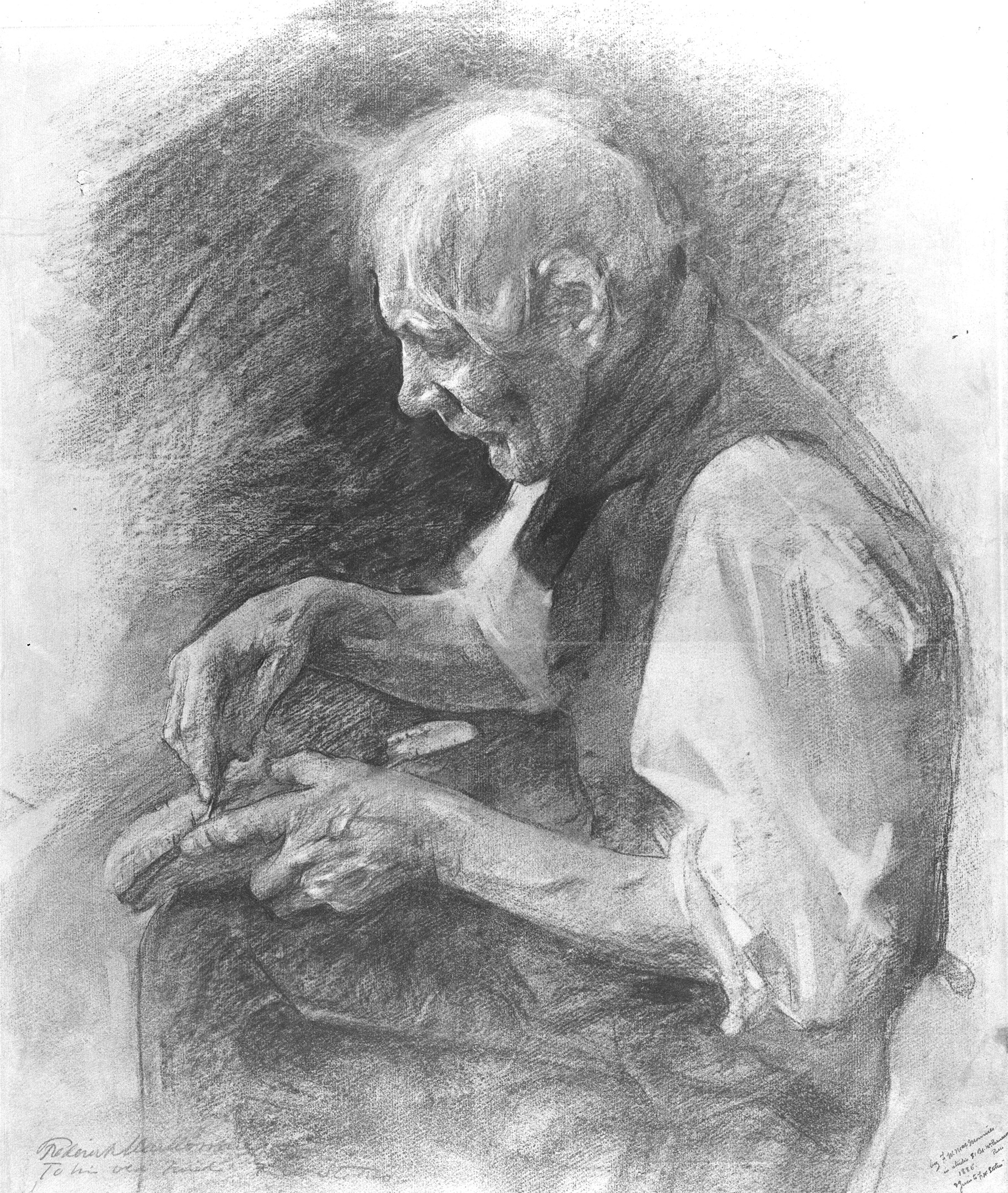
El zapatero en el Museo Metropolitano de Arte, 1885
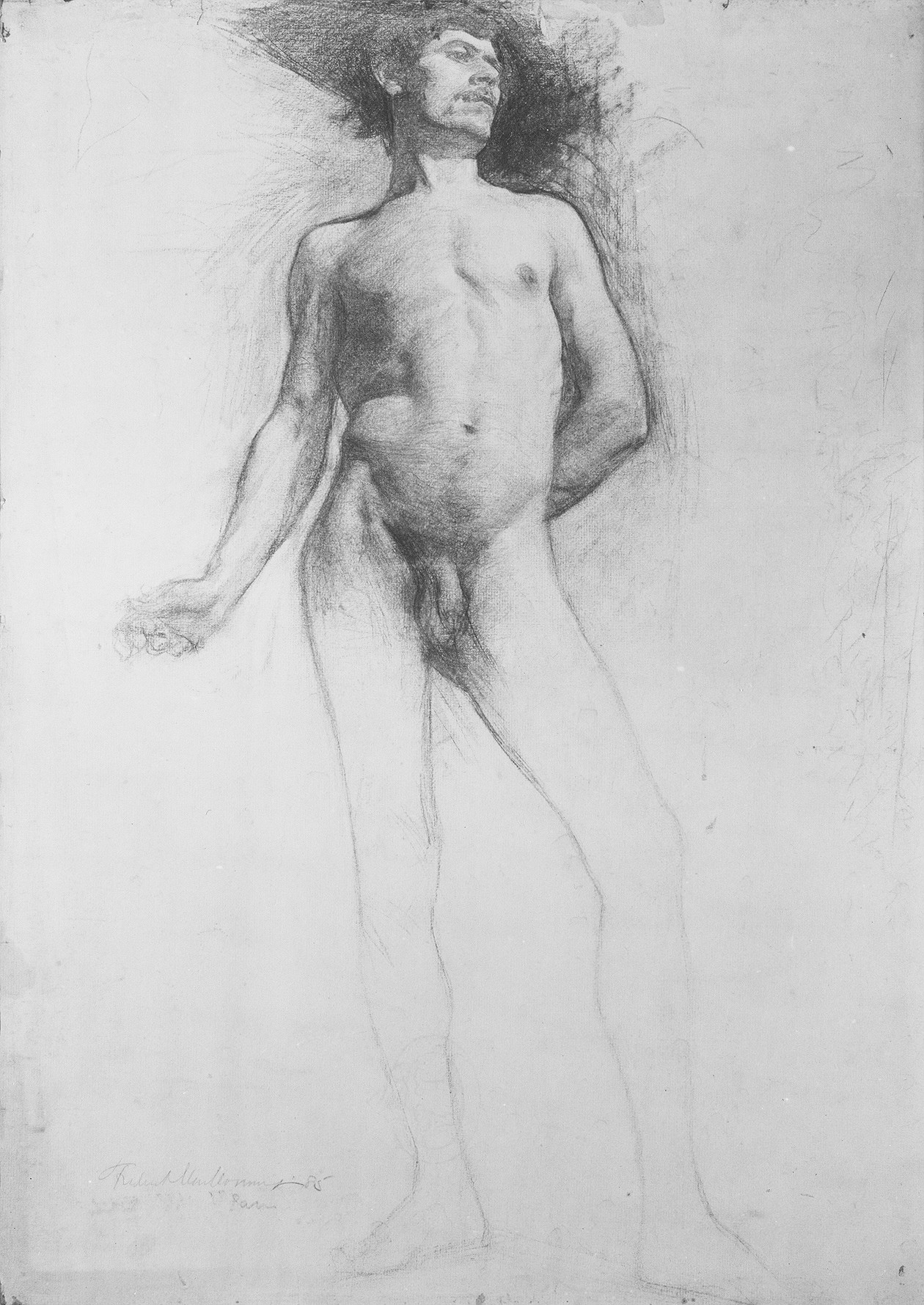
Estudio de un desnudo masculino de pie en el Museo Metropolitano de Arte, 1885
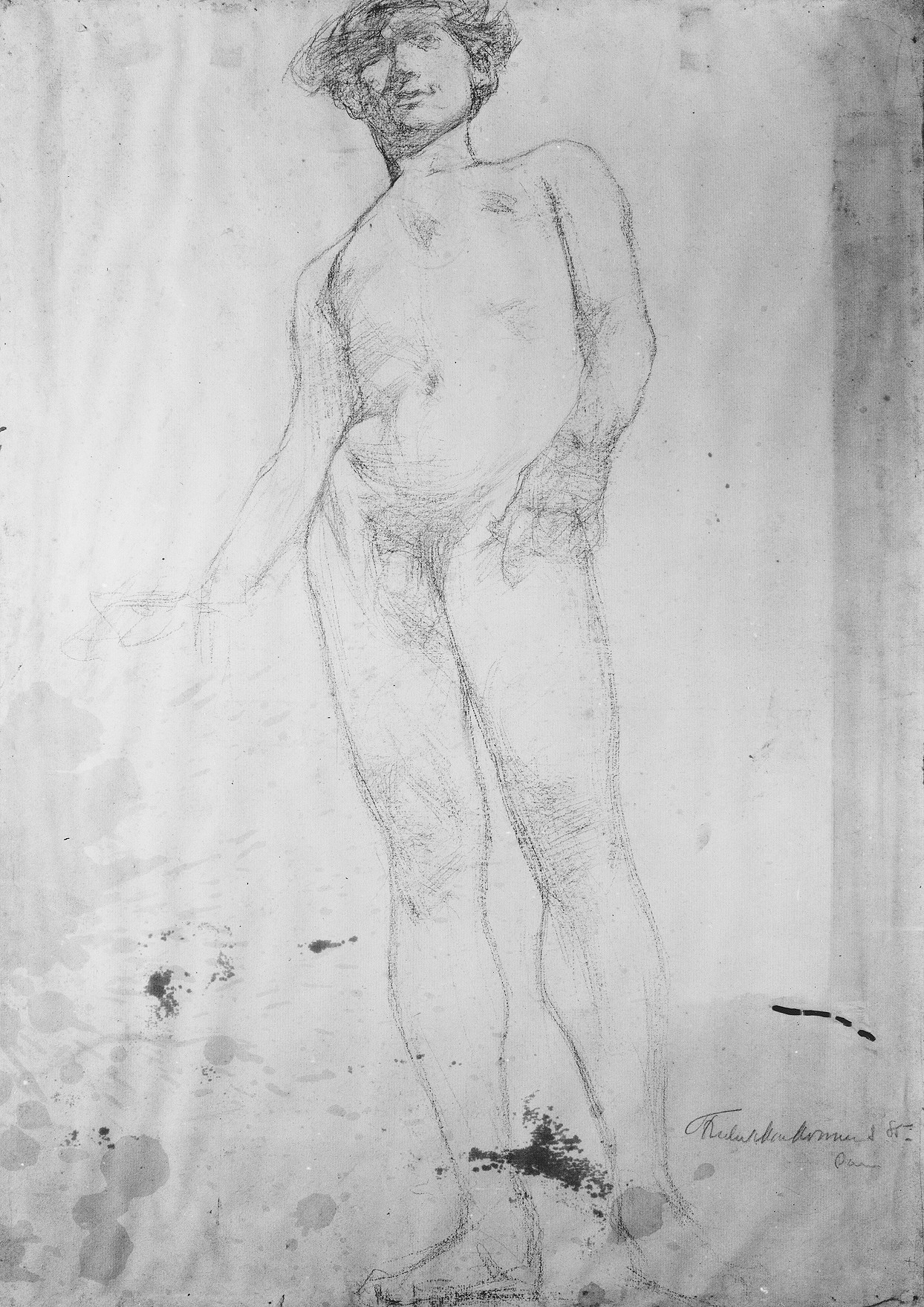
Estudio de un desnudo masculino de pie en el Museo Metropolitano de Arte, 1885
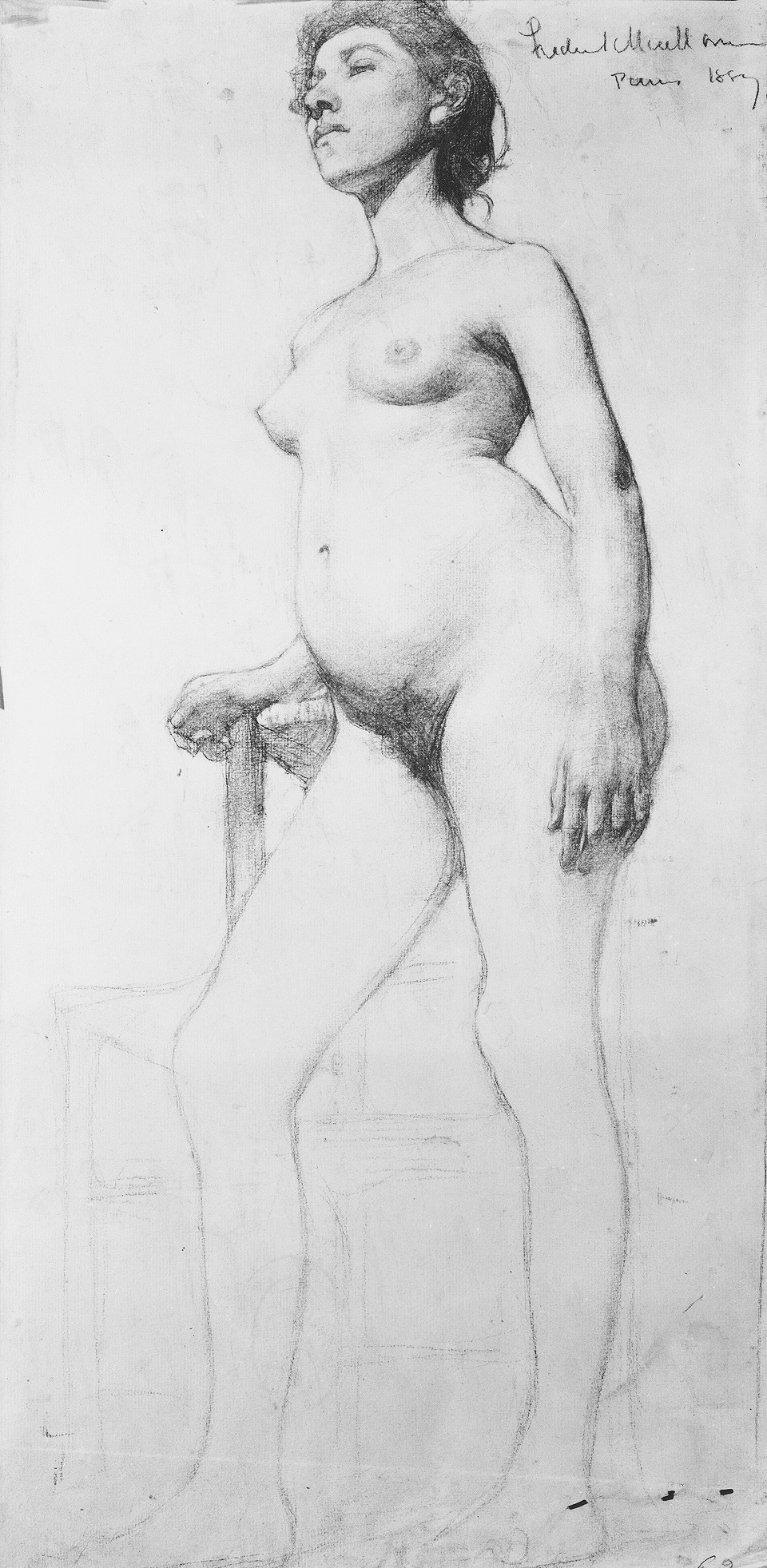
Desnudo femenino de pie en el Museo Metropolitano de Arte, 1889
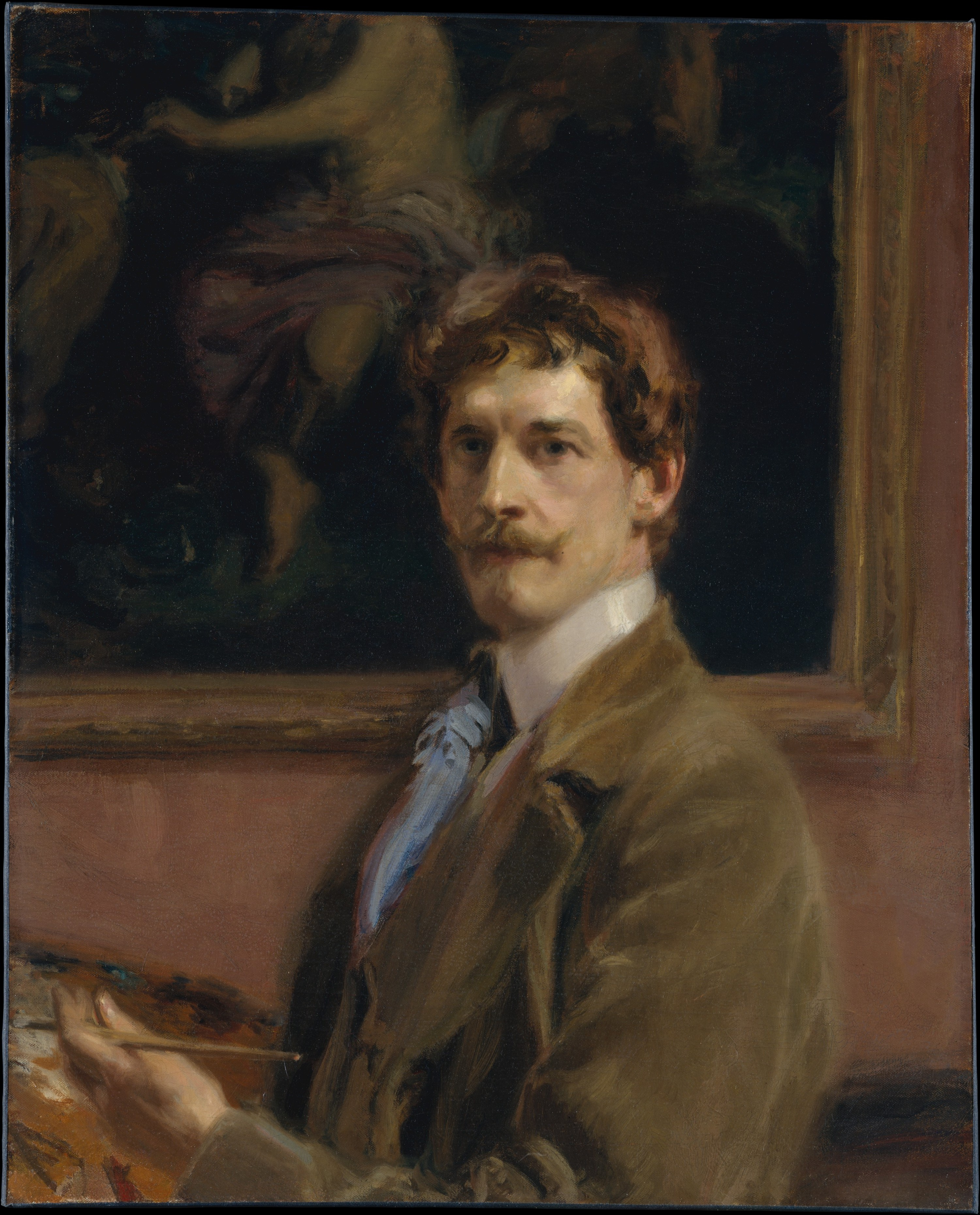
Autorretrato en el Museo Metropolitano de Arte, ca. 1904

## Otras fuentes
- Conner, Janis y Joel Rosenkranz, Redescubrimientos en escultura estadounidense 1989. (Contiene fotografías de tres de las mejores obras de MacMonnies, Nathan Hale, Bacchante and Infant Faun y Diana, junto con una breve información biográfica)
- Durante, Dianne, Monumentos al aire libre de Manhattan: una guía histórica (New York University Press, 2007): descripción de Nathan Hale en City Hall Park, Manhattan.
- Smart, Mary, Un vuelo con fama: la vida y el arte de Frederick MacMonnies. Biografía y catálogo razonado; (Sound View Press, Madison, CT, 1996)
- Strother, French (December 1905). «Frederick MacMonnies, Sculptor». The World's Work: A History of Our Time XI: 6965-6981. Consultado el 10 de julio de 2009.
- Greer, en Pincel y lápiz (Chicago, 1902)
- Lorado Taft, Historia de la escultura estadounidense (Nueva York, 1903)
- Pettie, en el International Studio, volumen xxix (Nueva York, 1906)
- The Games of the Xth Olympiad Los Angeles 1932 (PDF). Xth Olympiade Committee of the Games of Los Angeles, U.S.A. 1932. 1933. pp. 748-765. Archivado desde el original el 10 de abril de 2008. Consultado el 30 de mayo de 2016.
- Wagner, Juergen. «Olympic Art Competition 1932». Olympic Games Museum. Archivado desde el original el 1 de mayo de 2008.
- Kramer, Bernhard (Mayo de 2004). «In Search of the Lost Champions of the Olympic Art Contests» (PDF). Journal of Olympic History 12 (2): 29-34. Archivado desde el original el 10 de abril de 2008.